# فیفالائمین
فیفالائمین (به انگلیسی: Physalaemin) با فرمول شیمیایی C58H84N14O16S یک ترکیب شیمیایی با شناسه پاب‌کم 17268 است. که جرم مولی آن ۱۲۶۵٫۴۴ گرم بر مول می‌باشد. 